# Don Grady
Don Grady (San Diego (Californië), 8 juni 1944 – Thousand Oaks, 27 juni 2012) was een Amerikaans acteur, musicus en componist. Hij was bekend om zijn rol als Robbie Douglas in de televisieserie My Three Sons.
Don Grady was getrouwd met Julie Boonisar van 1976 tot hun scheiding in 1979. Daarna trouwde hij Virginia Lewsader van 1985 tot zijn dood in 2012. Samen hadden ze twee kinderen, de actrices Joey en Tessa Grady. Hij was de oudere broer van actrice Lani O'Grady. Don Grady stierf aan de gevolgen van kanker op 68-jarige leeftijd.

## Filmografie
- The Thread of Life (1960, niet op aftiteling)
- The Crowded Sky (1960, niet op aftiteling)
- Ma Barker's Killer Brood (1960)
- Cash McCall (1960, niet op aftiteling)
- After the Honeymoon (1971)
- The Wild McCullochs (1975)

## Televisieseries
- The New Adventures of Spin and Marty (1957, niet op aftiteling)
- The Restless Gun (1958 en 1959), 3 afleveringen
- The Ann Sothern Show (1958)
- The Rifleman (1959 en 1960)
- Law of the Plainsman (1959)
- Zane Grey Theater (1959), 2 afleveringen
- Wichita Town (1959)
- Alcoa Theatre (1959)
- Buckskin (1959)
- My Three Sons (1960-1971), 356 afleveringen
- Have Gun - Will Travel (1960)
- Wagon Train (1960)
- Startime (1960)
- The Betty Hutton Show (1960)
- The Lucy Show (1963)
- The Eleventh Hour (1963)
- Mr. Novak (1964 en 1965)
- Love, American Style (1970 en 1971)
- The F.B.I. (1970)
- To Rome with Love (1970)
- Simon & Simon (1983 en 1984)